# Kummelgraben
Der Kummelgraben ist ein Bach bei Umpferstedt.

## Verlauf
Die Quellmündung des Kummelgrabens liegt in einer Höhe von 277 Metern im Osten von Umpferstedt an der Apoldaer Straße. Der Bach durchfließt den Ort unterirdisch und tritt im Nordwesten wieder an die Oberfläche. Dann fließt er durch den Weimarer Ortsteil Süßenborn, an dem Klärwerk Kromsdorf vorbei bzw. zum Teil durch dieses und mündet in den Stausee Speicher Kromsdorf.
Es gibt im Bereich des Kummelgrabens bei Umpferstedt Kieslagerstätten, die mindestens seit 1923 das Interesse der Mineralogen, Geologen und Paläontologen auf sich gezogen haben. In Umpferstedt befindet sich ein vom Kummelgraben gespeister Fischteich.
Der Flurname Kummel oder Kommel bedeutet flache Hügel in einem welligen Gelände.